# Molnárfecske
A molnárfecske (Delichon urbicum) a madarak (Aves) osztályának verébalakúak (Passeriformes) rendjébe, ezen belül a fecskefélék (Hirundinidae) családjába tartozó faj.

## Előfordulása
Nyáron szinte mindenütt előfordul Európában és Ázsiában egészen India északkeleti csücskéig és Mandzsúriáig. Télen Afrikában és Ázsia délkeleti területein tartózkodik.

## Alfajai
- Delichon urbica lagopodum (Pallas, 1811) - nyáron kelet-Ázsia (a Jenyiszej-folyótól északkelet-Kínáig), télen délkelet-Ázsia.
- Delichon urbica meridionalis (Hartert, 1910) - nyáron dél-Európa, észak-Afrika és középnyugat-Ázsia, télen Afrika és délnyugat-Ázsia.
- Delichon urbica urbica (Linnaeus, 1758) - nyáron nyugat-, közép- és kelet-Európától nyugat-Szibériáig, télen Afrika Szaharától délre eső területei.

## Megjelenése
A testhossza 13 centiméter, szárnyfesztávolsága 26–29 centiméter, testtömege pedig 13–23 gramm. A hím és a tojó hasonlít egymáshoz, mindkettőnek kékesen fénylő fekete a háta, míg begyük és hasuk fehér, a fiatalok pedig barnás-feketék. Lába fehér tollakkal borított.

## Életmódja
Nagy csapatokban vonuló madár, csapatokban is költ. E madár repülő rovarokkal táplálkozik. Rendszerint csak egy-két évet él, de megfigyeltek már 14,5 éves madarakat is.

## Szaporodása
A molnárfecskék egyéves korukban lesznek ivarérettek. A költési időszak májustól szeptemberig, néha októberig tart, ez idő alatt akár kétszer-háromszor is költenek. A fészek agyagból készül és elkészítéséhez körülbelül 2500-szor kell fordulnia. Egy fészekaljban 4-5 fehér tojás van, ezek néha vörösen pettyezettek. Mindkét szülő kotlik rajtuk, körülbelül két hétig. A fiatal madarak 20-22 napos korukban repülnek ki, és 3,5-4 hetes korukban lesznek teljesen önállóak.

## Veszélyek
A molnárfecskét veszélyezteti a fészkelésre való helyek megfogyatkozása, a rovarok számának csökkenése, a hirtelen hidegek beállta és a vérszívó paraziták jelenléte a fészekben. A paraziták sok fiókát ölnek meg.

## Kárpát-medencei előfordulása
Áprilistól októberig Magyarországon rendszeres fészkelő.
Érdekesség, hogy Szolnokon jelentősebb állománya él a belvárosban, ahol 1980-ban védetté nyilvánították a Molnárfecsketelepet és mind a fészkelőhelyekről, mind a felhalmozódó guanóról gondoskodtak.

## Képek

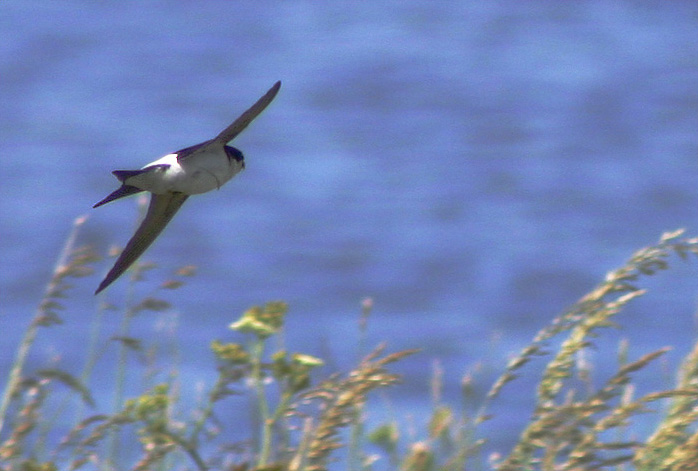
Vadászat közben
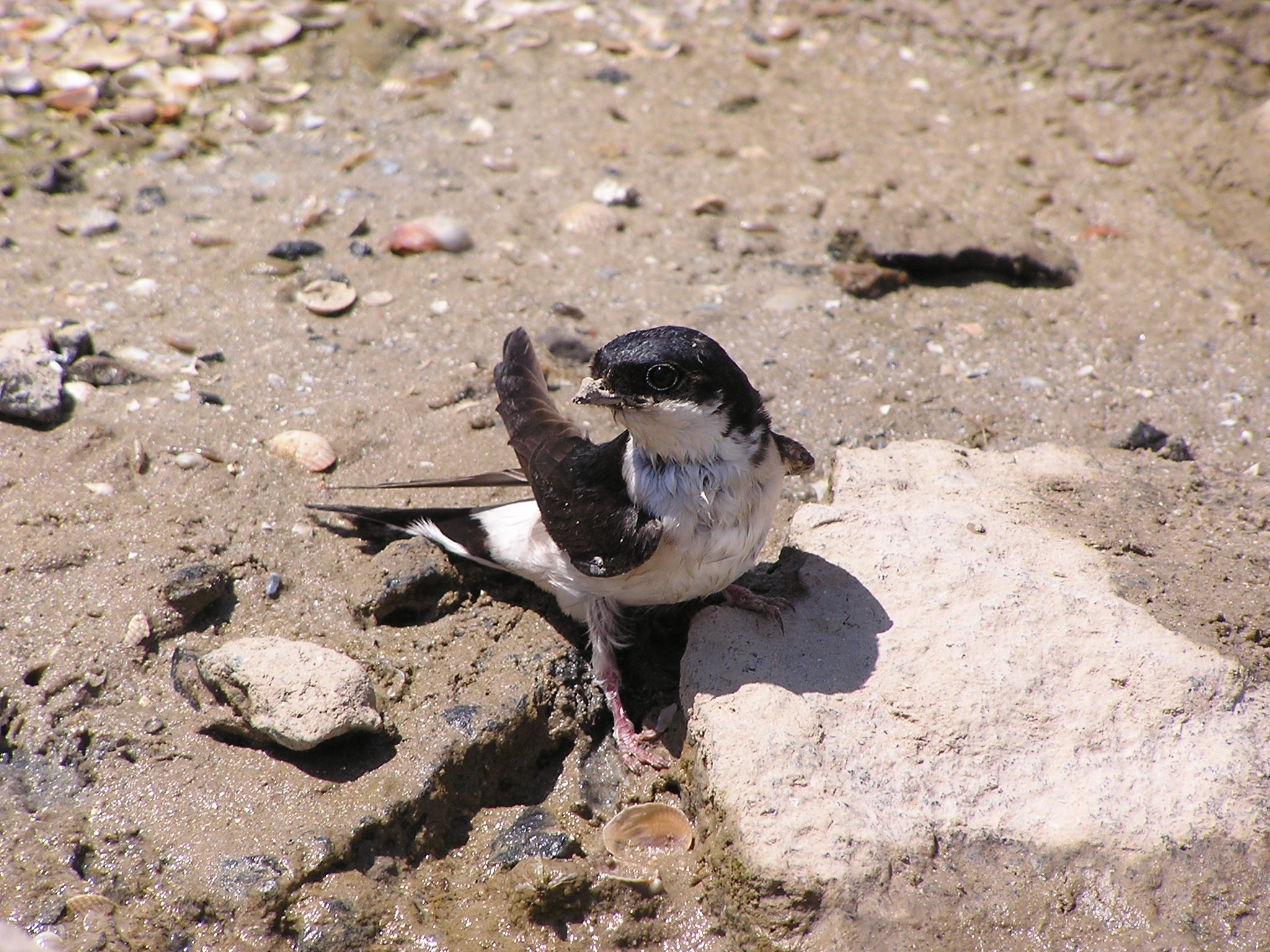
Sár kell a fészek építéshez
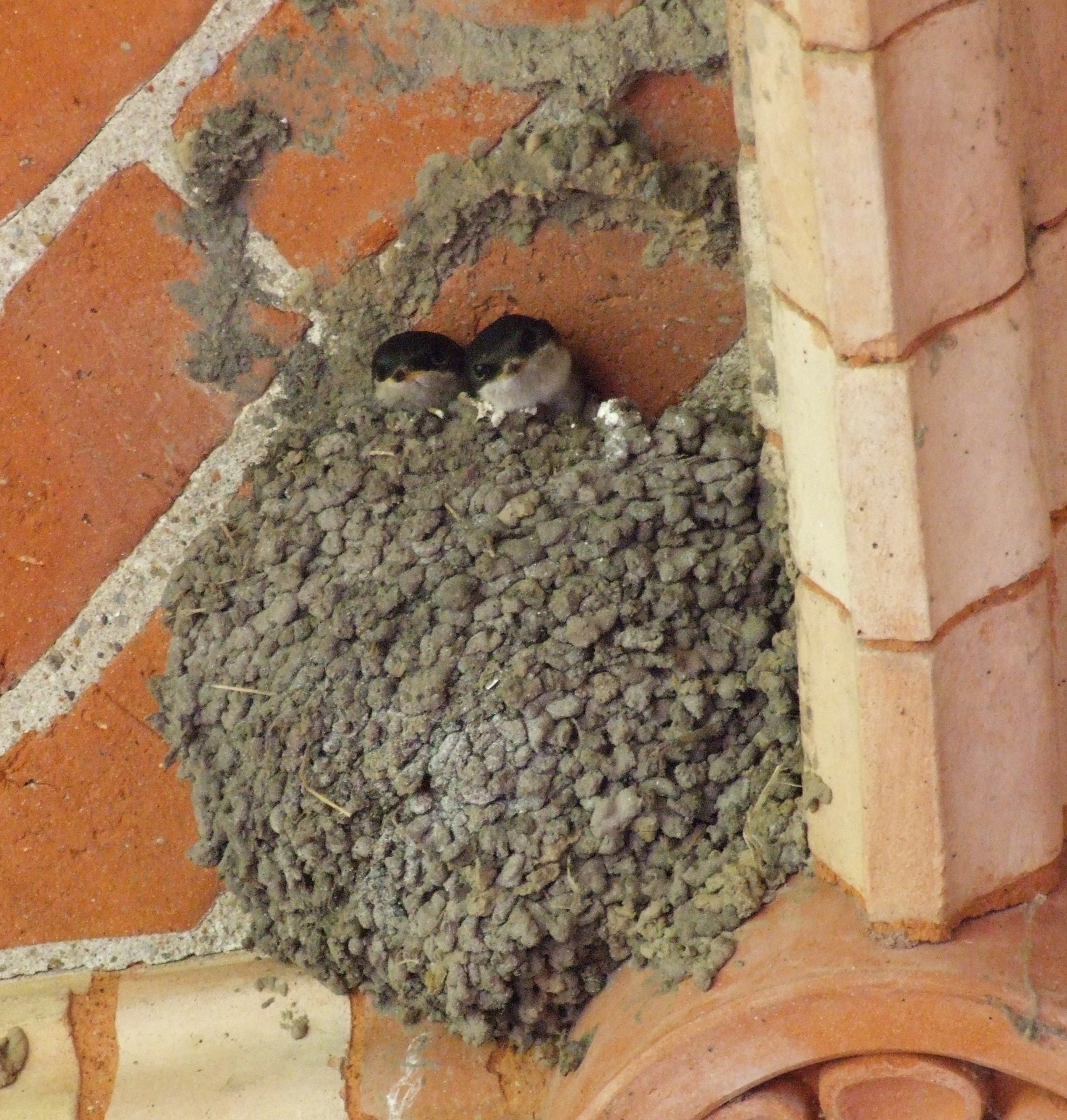
A kész mű
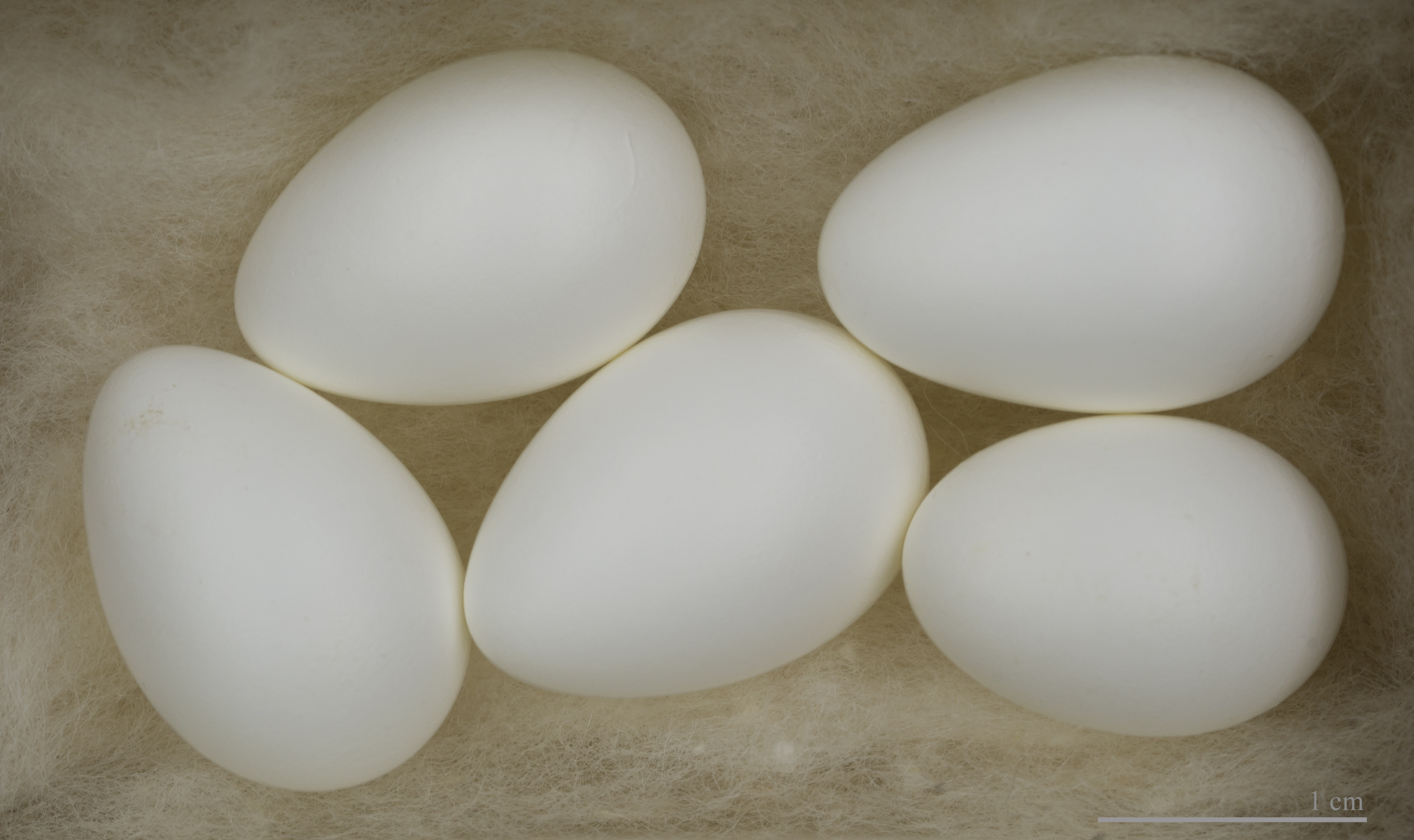
és a tojásai